# Edward MacDowell
Edward Alexander MacDowell (18. prosince 1860 New York – 23. ledna 1908 tamtéž) byl americký skladatel a klavírista pozdně romantické éry.

## Život
Edward MacDowell se narodil v New Yorku. Jeho rodina se za Edwardova mládí přestěhovala do Francie, kde budoucí skladatel vystudoval konzervatoř v Paříži. Také se zde značně inspiroval místními zastupiteli sílícího uměleckého hnutí impresionismu, jako byl například současník Claude Debussy.
Edward MacDowell se později vrátil do Spojených států, kde žil se svou manželkou Marian (rozenou Nevinsovou) v Bostonu. Od roku 1896 působil jako profesor hudby na Kolumbijské univerzitě. V roce 1904 se stal členem Americké akademie umění a literatury.

## Dílo
V MacDowellově hudbě se projevuje pařížský vliv především po harmonické stránce. Ku příkladu běžně užíval dříve de facto čistě kadenční septakordy jako normální způsob harmonizace.
Nejznámějším MacDowellovým dílem je Klavírní koncert č. 2 D moll Op. 23. Skladatel se však proslavil také jako autor mnoha klavírních skladeb pro začínající klavíristy, mezi nimi nejoblíbenější byly suity „Woodland sketches“, „Sea pieces“ a „New England Idylls“.